# Mélovin
Kostyantyn Mykolayovych Bocharov (ukrainien : Костянти́н Микола́йович Бочаро́в), né le 11 avril 1997 à Odessa, est un auteur-compositeur-interprète ukrainien, plus connu sous son nom de scène Mélovin (parfois stylisé en MÉLOVIN). Il s'est fait connaître du grand public en remportant la sixième saison de The X Factor en Ukraine.

## Biographie

### Jeunesse
Kostyantyn Bocharov naît à Odessa. Ses parents sont Nikolay Bocharov et Valentina Bocharova. Il prend goût à la musique à un très jeune âge, et fait des concerts dans son école pendant son enfance. Il intègre ensuite une école de musique, mais la quitte avant d'en obtenir le diplôme. Il intègre par la suite une école de théâtre, dont il sort diplômé. Il est célèbre pour porter une lentille de contact dans son œil gauche qui lui donne un air de vampire. D'ailleurs son nom est, selon lui, la contraction de Halloween et du célèbre créateur de mode britannique Alexander McQueen.

### Carrière

#### 2015-2016: X-Factor Ukraine
À trois reprises, Kostyantyn participe aux auditions de X-Factor Ukraine, sans parvenir à se qualifier.
En 2015, il réussit son audition et finit vainqueur de la saison. En 2016, son premier single Ne odinokaya sort.

#### 2017-présent: Eurovision
Le 23 janvier 2017, Mélovin est annoncé comme faisant partie des 23 participants à Vidbir 2017, la sélection nationale ukrainienne pour le Concours Eurovision de la chanson 2017, avec la chanson Wonder. Il participe à la troisième demi-finale le 18 février 2018, et se qualifie pour la finale, finissant à la deuxième place,.
La finale a lieu le 25 février 2017. Mélovin finit alors à la troisième place sur six finalistes, se plaçant premier du télévote et cinquième du vote des jurys,.
L'année suivante, il réintègre Vidbir 2018 en se faisant annoncer comme participant le 16 janvier 2018 avec la chanson Under the Ladder. Il se qualifie pour la finale à l'issue de la seconde demi-finale, le 17 février 2018, faisant partie des trois premiers,. Le 24 février 2018, il remporte la finale, finissant à la première place du télévote et à la deuxième place du jury et est ainsi désigné comme représentant de l'Ukraine au Concours Eurovision de la chanson 2018, à Lisbonne. Il termine à la 17e place avec 130 points.

## Discographie

### EP
- 2017 : Face To Face
- 2019 : Octopus

### Singles
1. Ne odinokaya (Не одинокая)
Sortie : 2016
2. Na vzlyot (На взлёт)
Sortie : 2016
3. Wonder
Sortie : 2016
4. Unbroken
Sortie : 2017
5. Face To Face
Sortie : 2017
6. Play This Life
Sortie : 2017
7. Hooligan
Sortie : 2017
8. Svit v poloni(Світ в полоні)
Sortie : 2017
9. Under the Ladder
Sortie : 2018
10. That's your role
Sortie : 2018
11. Z toboyu, zi mnoyu, i godi (З тобою, зі мною, і годі)
Sortie : 2018
12. Chudova Myt'(Чудова мить)
Sortie : 2018

- 2019 - Ty(Ти)
- 2019 - Oh, No
- 2019 - Expectations
- 2019 - Your Entertainment
- 2019 - Want You To Stay

## Vie privée
Le 5 juillet 2021, Mélovin fait son coming out bisexuel lors d'un concert, suivi d'une publication sur Instagram,.